# Ferdinand Gumprecht
Ferdinand Adolph Gumprecht (* 18. März 1864 in Berlin; † 1947) war ein deutscher Internist.

## Leben
Gumprecht studierte Medizin in Heidelberg, Berlin und Jena, wo er 1889 promovierte. Danach war er ab 1889 Assistenzarzt in Berlin/Friedrichshain. Gumprecht habilitierte sich 1893 in Jena und hielt dort seine Antrittsvorlesung über die Pathologie und Theraphie der Gallensteinkrankheit. Im Jahr 1899 wurde er zum Professor in Jena für Medizin berufen. Gumprecht war Medizinalrat in Weimar und vortragender Referent im thüringischen Wirtschaftsministerium. Gumprechts medizinische Publikationen weisen ihn als Spezialisten für Infektionskrankheiten aus.
Gumprecht war wohnhaft u. a. in der Berkaer Straße 1 in Weimar.

## Werke (Auswahl)
- Ferdinand Gumprecht: Zur Kenntnis des Nachfiebers beim Scharlach, Diss. Jena 1889.
- Ferdinand Gumprecht: Versuche über die physiologischen Wirkungen des Tetanus-Giftes im Organismus, Habilitationsschrift, Jena 1893.